# Вінні Пух (фільм)
Вінні Пух (англ. Winnie the Pooh) — анімаційний фільм 2011 року компанії Walt Disney Animation Studios, 51-ий повнометражний класичний фільм студії.  У США фільм було презентовано 10 липня 2011 року, в Україні - 9 червня 2011 року.
Основу сюжету складають п'ять дотепер не адаптованих історій з циклу розповідей Алана Мілна. Фільм виконано зі збереженням стилю попередніх Діснеївських екранізацій розповідей про Вінні Пуха (Вінні Пух та Медове Дерево та Пригоди Вінні і Тигрика). Фільм 2011 року - перший повнометражний фільм Walt Disney Animation Studios (фільми Пригоди Тигрика, Велике Поросяткове кіно і Вінні та Хобоступ були створені іншим відділенням Діснею, DisneyToon Studios).

## Сюжет
Крістофер Робін - хлопчик, що має розвинуту фантазію й хист до збирання речей, зокрема, м'яких іграшок. Разом із улюбленим іграшковим ведмедем Вінні Пухом він поринає у книжкові пригоди.
Віслючок засмутився через те, що загубив власного хвоста. Його товариші, Тигрик, Кенга й Ру, Сова намагалися знайти його, але в них нічого не виходило. Особливо старався Вінні, тому що нагородою за хвіст визначили горнятко меду.
Біля будинку Крістофера Вінні побачив записку. Сова повідомив друзям: у записці йдеться про те, що страхітлива істота Вернус викрав Крістофера. Разом тварини вирішили створити пастку для монстра: вирили глибоку яму й почали чекати на Вернуса. Але ненароком вони самі потрапили у власну пастку. На щастя, поруч проходив Крістофер, що звільнив тварин і пояснив - у записці було сказано: "Пішов. Вернусь", отже, ніякого монстра насправді не існує.
Голодне ведмежа натрапило на будиночок Сови й там побачило хвіст Віслючка. Забувши про мед, Вінні повернув хвоста товаришу. За те, що він піклувався про іншого, Крістофер подарував Вінні величезний глек із солодким медом.

## Акторський склад
- Джим Каммінгс— Вінні Пух
- Джим Каммінгс— Тигрик
- Том Кенні— Кролик
- Креґ Ферґусон— Сова
- Травіс Оатс— Поросятко
- Бад Лакі— Віслючок Іа
- Джек Болтер— Крістофер Робін
- 'Крістен Андерсон-Лопез— Кенга
- Вайатт Холл— Ру
- Джон Кліз— Оповідач

## Український дубляж
Фільм дубльовано на студії «Le Doyen» на замовлення «Disney Character Voices International» у 2011 році.
- Переклад синхронного тексту і пісень — Роман Дяченко
- Режисер дубляжу — Алла Пасікова
- Музичний керівник — Тетяна Піроженко
- Мікс-студія — Shepperton International
- Творчий консультант — Aleksandra Sadowska
- Диктор — Андрій Мостренко

Ролі дублювали: 
- Дмитро Завадський — Вінні Пух
- Юрій Коваленко — Тигрик
- Микола Луценко — Кролик
- Олександр Бондаренко — Сова
- Євген Малуха — Поросятко
- Олександр Ігнатуша — Віслючок Іа
- Сергій Нікітін — Крістофер Робін
- Лариса Руснак — Кенга
- Максим Чумак — Ру
- Василь Мазур — Оповідач
- Назар Задніпровський — Вернус

Пісні:
 «Пісня про животик» виконує — Дмитро Завадський.
 «Справа дуже важлива є у нас» виконує — Валентина Лонська.
 «Пісня про переможця» виконують — Сергій Нікітін, Олександр Бондаренко, Лариса Руснак, Микола Луценко, Євген Малуха, Олександр Ігнатуша, Максим Чумак, Дмитро Завадський.
 «Пісня про Вернуса» виконують — Олександр Бондаренко, Лариса Руснак, Дмитро Завадський, Микола Луценко, Євген Малуха, Олександр Ігнатуша, Максим Чумак, Юрій Коваленко.
 «Це буде клас» виконують — Юрій Коваленко, Олександр Ігнатуша.
 «Все на світі з меду» та Фінальна пісня виконують — Дмитро Завадський, Валентина Лонська, Сергій Юрченко.
 «Вінні-наш друг» (реприза) виконує — Валентина Лонська.

## Саундтрек
Автори музики до мультфільму — Ганс Ціммер та Генрі Джекмен разом із Робертом Лопезом і його дружиною Крістен Андерсон-Лопез. Зоуї Дешанель по-новому переспівуватиме  пісню The Sherman Brothers «Winnie the Pooh».

### Композиції
| #   | Назва | Тривалість |
| --- | --- | ---------- |
| 1.  | «Вінні Пух (Winnie the Pooh) - Зоуї Дешанель, Метью Вард»                                                      | 2:32       |
| 2.  | «Пісня животика (The Tummy Song) - Джим Каммінгз, Роберт Лопез»                                                | 1:07       |
| 3.  | «Дуже важлива справа, яку треба зробити (A Very Important Thing to Do) - Зоуї Дешанель (автор - Роберт Лопез)» | 0:47       |
| 4.  | «(The Backson Song) - виконують персонажі мультфільму»                                                         | 2:55       |
| 5.  | «Це має буде чудово (It's Gonna Be Great) - Бад Лаккі, Джим Каммінгз (автор - Роберт Лопез)»                   | 2:05       |
| 6.  | «Все - це мед (Everything Is Honey) - Джим Каммінгз, Крістен Андерсон-Лопез, Роберт Лопез»                     | 2:00       |
| 7.  | «(Pooh's Finale) - Роберт Лопез, Зоуї Дешанель»                                                                | 1:05       |
| 8.  | «Так довго (So Long) - Зоуї Дешанель, Метью Вард»                                                              | 3:28       |
| 9.  | «Вінні Пух (Winnie the Pooh)»                                                                                  | 2:24       |
| 10. | «(Pooh Greets the Day)»                                                                                        | 2:46       |
| 11. | «Зробити тебе тигриком! (Get You Tiggerized!)»                                                                 | 2:08       |
| 12. | «Ліс і слова (Woods and Words)»                                                                                | 3:41       |
| 13. | «Пісня переможця (The Winner Song)»                                                                            | 2:08       |
| 14. | «(Picnic and Beehive Chase)»                                                                                   | 2:26       |
| 15. | «(Hundred Acre Spy Game)»                                                                                      | 3:34       |
| 16. | «(Stuck in the Pit/Balloon Chase)»                                                                             | 4:04       |
| 17. | «A Honey Happy Ending)»                                                                                        | 2:44       |
| 18. | «(Winnie the Pooh Suite)»                                                                                      | 3:48       |

## Кінокритика
На сайті Rotten Tomatoes рейтинг мультфільму становить 91% (105 схвальних і 11 несхвальний відгуків), на сайті Metacritic оцінка мультфільму - 74 із 100.